# Fränkischer Reichskreis

Fränkischer Reichskreis zu Beginn des 16. Jahrhunderts

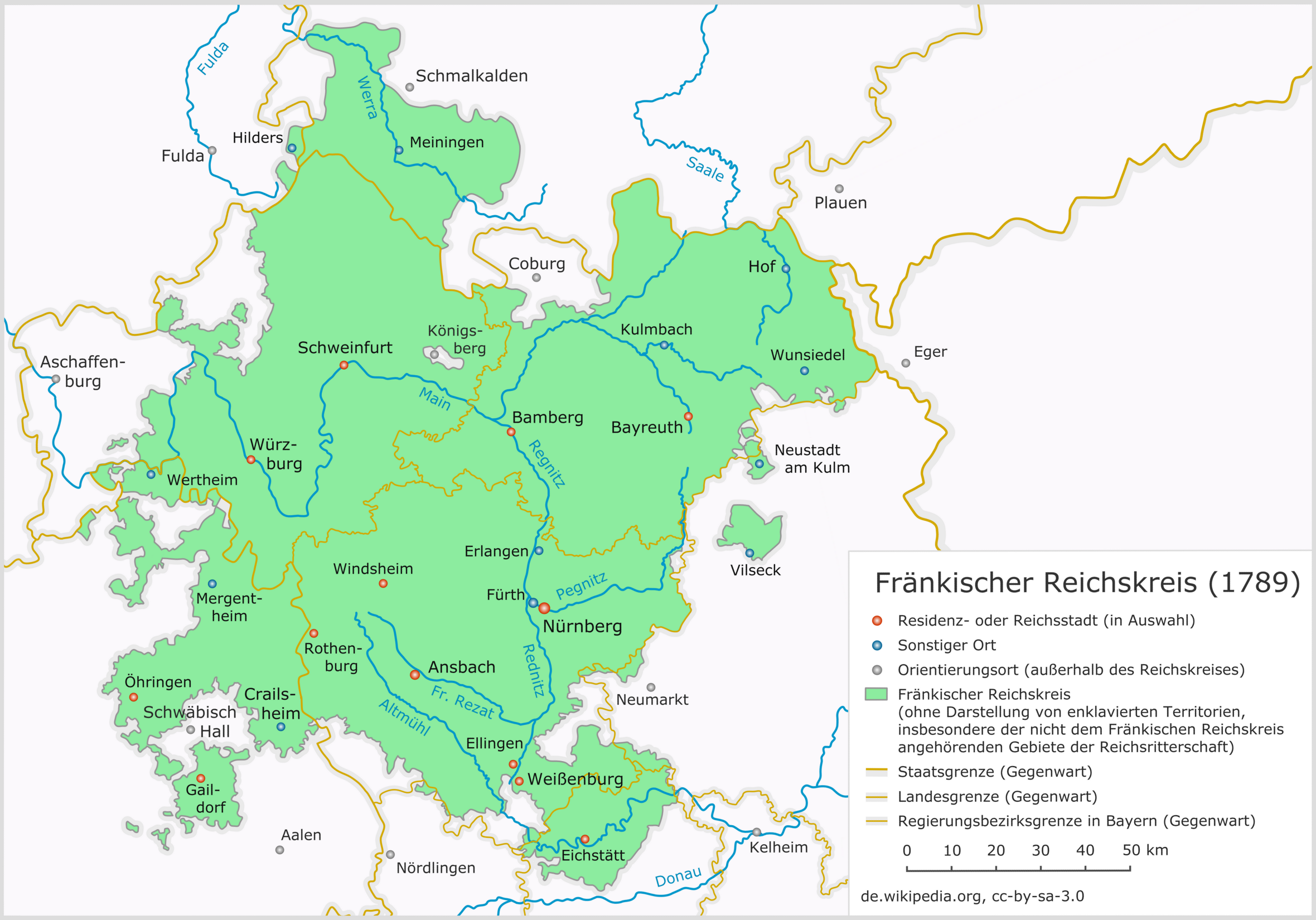
Der Fränkische Reichskreis (1789)

Flagge des Fränkischen Reichskreises, die von den Kontingenten des Fränkischen Reichskreises innerhalb der Reichsarmee bei Reichskriegen des Heiligen Römischen Reiches Deutscher Nation benutzt wurde

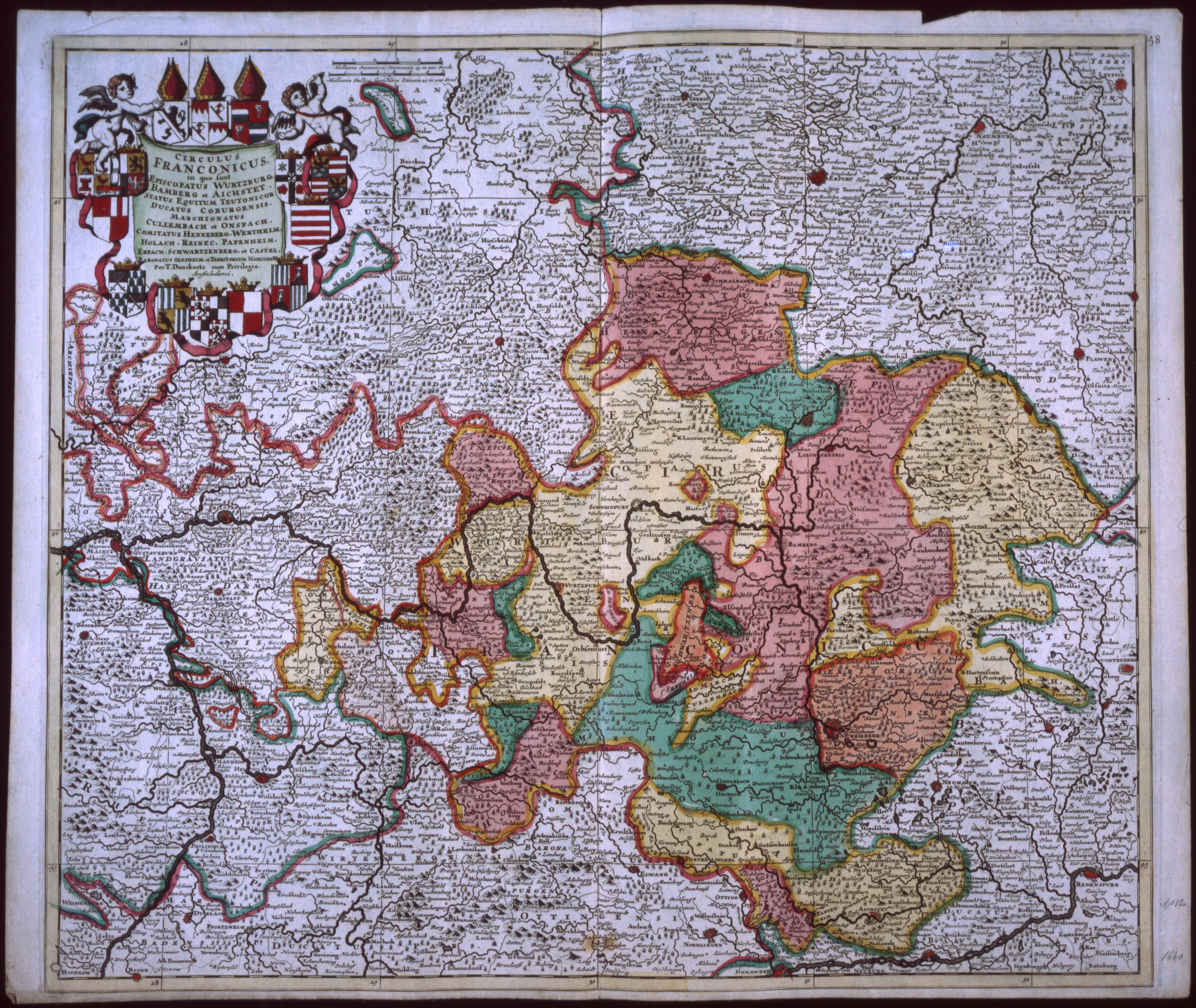
Karte des Fränkischen Reichskreises um 1680

Der Fränkische Reichskreis wurde am 2. Juli 1500 vom römisch-deutschen König und späteren Kaiser Maximilian I. im Zuge der Reichsreform geschaffen, um den Landfrieden besser gewährleisten zu können und die Verwaltung im Heiligen Römischen Reich zu verbessern. Der Fränkische Reichskreis war einer von insgesamt zehn bis zum Jahr 1512 entstandenen Reichskreisen.

## Entstehung und Lage
Franken zeichnete sich schon im Mittelalter durch eine sehr große Königs- bzw. Reichsnähe aus. Gelegen zwischen den rheinischen Territorien des Reiches und dem Königreich Böhmen, bildete Franken mit dem früheren Herzogtum Franken schon seit längerer Zeit eines der Zentren des Reiches.
Auf Anordnung Kaiser Ludwigs des Bayern hatten sich erstmals 1340 die Hochstifte Bamberg, Würzburg, Eichstätt und Fulda mit den zollernschen Burggrafen von Nürnberg, den Grafen von Henneberg, den Castell und Hohenlohe, den drei Bischofsstädten und den Reichsstädten Nürnberg und Rothenburg zu einem Landfriedensbund vereinigt. Doch dieser Bund (Fränkischer Landfrieden) hielt nicht lange; er zerfiel unter dem Gegensatz von Städten und Fürsten beim Tode Ludwigs. Die Reichsstädte vereinigten sich zu gemeinsamem Schutz und Handeln hinsichtlich der Anerkennung eines neuen Königs.
Am 2. Juli 1500 wurde auf dem Reichstag zu Augsburg das Heilige Römische Reich Deutscher Nation in sechs Reichskreise eingeteilt. Diese ersten Kreise waren ursprünglich mit Nummern versehen, wobei der Fränkische Reichskreis die Nummer 1 erhielt:

„Der erste Kreiß begreift die hernach beschriebene Fürsten, Fürstenthumb, Land und Gebiet, nemlichen den Bischoffen von Bamberg, Wirtzburg, Eystett, den Marggrafen von Brandenburg als Burggrafen zu Nürnberg, auch die Grafen, Frey- und Reichstätt, umb oder bey ihnen gesessen und gelegen.“

Später erhielten die Kreise Bezeichnungen, die ihrer geographischen Lage entsprachen, wodurch der Name Fränkischer Reichskreis entstand, der 1522 erstmals auftauchte. Im Spätmittelalter wurde unter Franken das Gebiet zwischen Spessart und Steigerwald, großteils die Besitzungen des Hochstifts Würzburg umfassend, verstanden.
Der Reichskreis erstreckte sich von der Fränkischen Saale bis zur Altmühl und umfasste die größten Teile um den oberen und mittleren Main, die in etwa den bayerischen Regierungsbezirken Ober-, Mittel- und Unterfranken entsprachen, allerdings ohne die kurmainzischen Besitzungen des Oberen Stiftes um Aschaffenburg.
Durch die Verwendung des Namens Franken ergab sich ein Bewusstsein der inneren Einheit, mit einem verstärkten Gefühl der Zusammengehörigkeit und Geschlossenheit, die im politischen bzw. landesherrlichen Bereich jedoch nicht bestand.

## Vorgeschichte und Bildung
1495 wurden auf dem Reichstag zu Worms weitreichende Reichsreformen verabschiedet, um die schlechte administrative Lage im Heiligen Römischen Reich zu verbessern. Zur Finanzierung des eingerichteten Reichskammergerichtes wurde u. a. eine allgemeine Steuer, der Gemeine Pfennig, eingeführt. Auf dem Reichstag zu Augsburg im Jahr 1500 konnten die Stände den deutschen König und späteren Kaiser Maximilian I. überzeugen, von einer monarchischen auf eine ständische Regierungsform überzugehen. Dieses Reichsregiment, eine Art ständischer Reichsregierung, an deren Zustimmung die Regierungsmaßnahmen des Kaisers gebunden sein sollten, wurde beschlossen. Die vom Kaiser kühl aufgenommene Neuerung setzte sich nicht durch und wurde von ihm nach weniger als zwei Jahren wieder aufgelöst.
Damit neben den sieben Kurfürsten auch die übrigen Reichslande im Reichsregiment mit 20 Mitgliedern vertreten waren, waren sechs Kreise für jeweils einen Vertreter als Wahlbezirke geschaffen worden. Nach Auflösung des Reichregiments 1502 blieben die Kreise weiter bestehen, und ab 1507 wurden Beisitzer (Assessoren) des Reichskammergerichtes nach dieser geographischen Einteilung gewählt. Jeder der Kurfürsten entsandte einen Assessor an das Gericht. Der römisch-deutsche König benannte für Burgund und Böhmen je zwei, und jeder der in den Jahren 1500 und 1512 gebildeten Reichskreise durfte ebenfalls einen Beisitzer zum Reichskammergericht entsenden. Die letzten beiden Sitze wurden auf Vorschlag der Reichskreise durch den Reichstag gewählt, sodass die Assessoren des Reichskammergerichts zur Hälfte aus Vertretern der Reichskreise bestanden.
Auf den älteren Landfriedensbezirken aufbauend wurden 1512 weitere vier Reichskreise geschaffen, somit gab es letztlich zehn Reichskreise.
Die Pflege Coburg (Coburg, Hildburghausen, Sonneberg) gehörte nur deshalb nicht zum Fränkischen Reichskreis, weil diese bereits Mitte des 14. Jahrhunderts im Rahmen einer Erbschaft an die Markgrafschaft Meißen gefallen und damit 1512 in den Obersächsischen Reichskreis gekommen war. Im 16. Jahrhundert wurde diese Region im Kurfürstentum Sachsen jedoch noch als Verwaltungsbezirk Fränkischer Kreis bezeichnet.
Der Fränkische Reichskreis konstituierte sich im Jahr 1517. Zum ersten Kreistag in Schweinfurt wurden auch die Reichsstädte Dinkelsbühl, (Schwäbisch) Hall, Wimpfen und Heilbronn eingeladen; diese fühlten sich jedoch dem Schwäbischen Reichskreis zugehörig. Anders als beim Landfriedensbund von 1340 trat das Hochstift Fulda zum Oberrheinischen Reichskreis über. Damit war eine geographische Abgrenzung und räumliche Geschlossenheit weitgehend erreicht.
Der Kreis war, wie die Reichsordnung, den Mitgliedern entsprechend, nach Ständen aufgebaut und in vier „Bänke“ gegliedert. An der Konstitutionssitzung nahmen teil:
- Geistliche Fürstenbank: Hochstift Bamberg, Hochstift Würzburg, Hochstift Eichstätt, Deutschmeistertum des Deutschen Ritterordens für Mergentheim mit den Komtureien Virnsberg und Ellingen in der Ballei Franken
- Weltliche Fürstenbank: Fürstentum Brandenburg-Ansbach, Fürstentum Brandenburg-Bayreuth, Gefürstete Reichsgrafschaft Henneberg-Schleusingen, Gefürstete Reichsgrafschaft Henneberg-Schmalkalden, Gefürstete Reichsgrafschaft Henneberg-Römhild, Gefürstete Reichsgrafschaft Schwarzenberg, Gefürstete Reichsgrafschaft Grafschaft Löwenstein-Wertheim-Rochefort, Gefürstete Reichsgrafschaft Hohenlohe-Waldenburg
- Grafen- und Herrenbank: Gefürstete Reichsgrafschaft Hohenlohe-Neuenstein, Reichsgrafschaft Castell, Reichsgrafschaft Löwenstein-Wertheim-Virneburg, Reichsgrafschaft Rieneck, Reichsgrafschaft Erbach mit der Herrschaft Breuberg, Reichsgrafschaft Limpurg-Gaildorf, Reichsgrafschaft Limpurg-Speckfeld, Reichsgrafschaft Seinsheim, Reichsgrafschaft Reichelsberg, Reichsgrafschaft Wiesentheid (Dernbach)
- Städtebank: Reichsstadt Nürnberg, Reichsstadt Rothenburg, Reichsstadt Schweinfurt, Reichsstadt Weißenburg, Reichsstadt Windsheim[10]

Die aufgeführten Institutionen waren selbständige politische und landesherrliche Gebilde. Daneben gab es noch die in sechs Kantonen des Fränkischen Ritterkreises (Altmühl, Baunach, Gebürg, Odenwald, Rhön-Werra, Steigerwald) zusammengefasste Reichsritterschaft. Diese hatte jedoch weder den Status eines Reichs- noch eines Kreisstandes erlangt, konnte aber ihre unabhängige Beziehung zu Kaiser und Reich behaupten. Der Fränkische Ritterkreis existierte von 1500 bis 1806. An dessen Ritterkanton Rhön-Werra erkennt man noch die frühere Zugehörigkeit des Gebietes entlang von Rhön und Werra zum Herzogtum Ostfranken während das Hochstift Fulda Teil des Oberrheinischen Reichskreises wurde. Große Teile des heutigen Wartburgkreises gehörten 1500 noch zum Hochstift Fulda. Sie kamen in zwei Etappen 1542 zur Grafschaft Henneberg und 1815 zum Herzogtum Sachsen-Weimar-Eisenach.
Die gemeinsamen Sicherheitsinteressen, insbesondere das Vorgehen gegen das Fehdewesen, und das Zusammengehörigkeitsgefühl im fränkischen Gebiet wurden durch die Reichsreform mit der Bildung des Reichskreises verstärkt.

## Kreistag und zugehörige Territorien

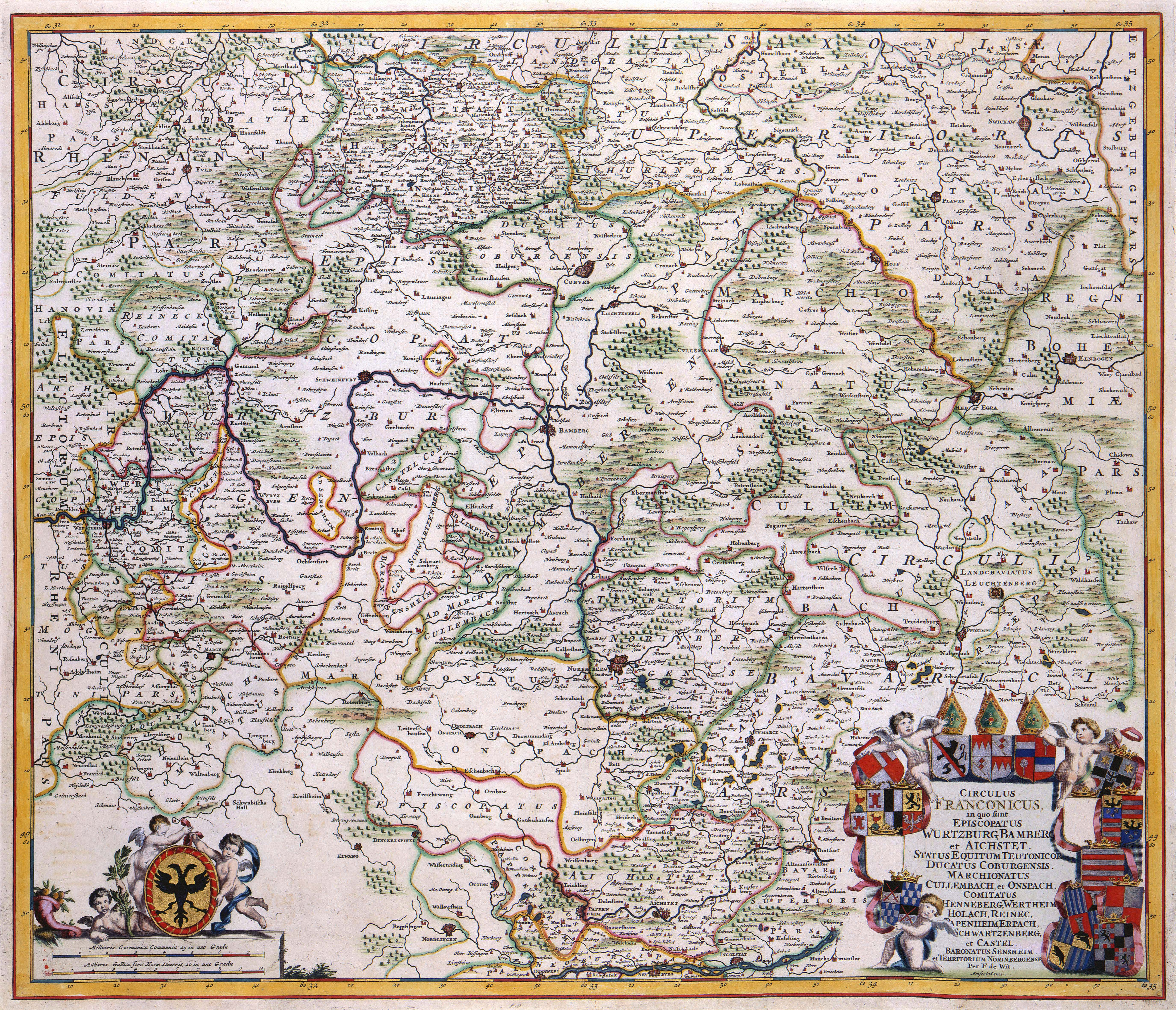
Fränkischer Reichskreis um 1706 mit Gliederung in zeitgenössische Territorien von Frederik de Wit

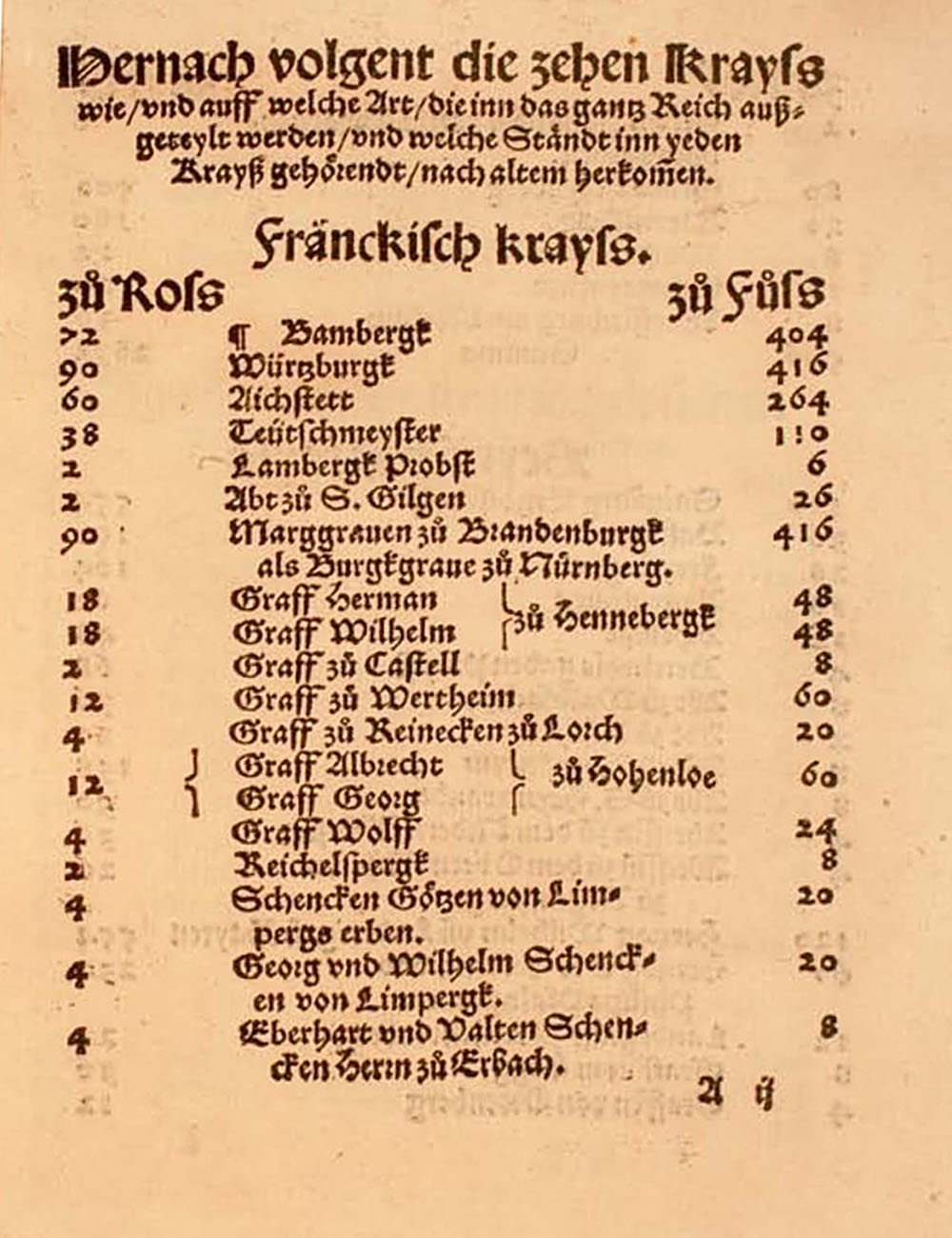
Ausschnitt aus einem Verzeichnis der Reichskreise mit Angabe der Reichstürkenhilfe aus dem Fränkischen Reichskreis (1532)

Im Kreiskonvent stimmten die Stände nach Bänken, wobei allerdings die Gültigkeit der Mehrheitsbeschlüsse unbedingt feststand. Bei getrennten Beratungen hatte auf jeder Bank der
vorderste Stand, also Bamberg, Brandenburg, Hohenlohe-Neuenstein und Nürnberg, deren Direktorium. Bamberg hatte als Aufrufender stets die letzte Stimme. Der Kreiskonvent tagte in Windsheim, Schweinfurt, Bamberg, Haßfurt, Forchheim vorzugsweise aber im Großen Reichssaal in Nürnberg, wo sich auch die Kreiskasse befand.
Die Organisation des Kreises war also der des Reiches nachgebildet, nur besaß im Gegensatz zum Reichstag jeder der Stände im Kreistag eine volle Stimme, also auch die kleinen Herrschaften, die Grafen, Herren und Reichsstädte.
Im Folgenden sind die kreisangehörigen Territorien, ausgehend vom Stand zu Beginn des 16. Jahrhunderts, aufgelistet. Der Kreis war den Mitgliedern entsprechend, wie die Reichsordnung, nach ihrem Stand aufgebaut und in vier Bänken gegliedert. Noch vor dem Ende des Reiches abgegangene Reichsstände sind kursiv, neu hinzugekommene gesondert aufgeführt. Die meisten Mitglieder zählten auch zu den Reichsständen.

### Bank der geistlichen Fürsten
- Hochstift Bamberg
- Hochstift Würzburg
- Hochstift Eichstätt
- Ballei Franken des Deutschen Ordens

### Bank der weltlichen Fürsten
- Markgraftum Brandenburg-Ansbach
- Markgraftum Brandenburg-Kulmbach (bzw. nach 1604 Brandenburg-Bayreuth)
- Gefürstete Grafschaft Henneberg (1660 gemäß Kahlaer Vertrag an verschiedene Ernestinische Herzogtümer und Kursachsen aufgeteilt)

bis 1792 dazu:
- Gefürstete Grafschaft Schwarzenberg; ab 1671, vorher Grafschaft
- Herzogtum Sachsen-Meiningen (Ämter Meiningen, Maßfeld, Wasungen, Sand, Frauenbreitungen); ab 1680, vorher Teil der Grafschaft Henneberg
- Gefürstete Grafschaft Löwenstein-Wertheim; ab 1711, vorher Grafschaft
- Gefürstete Grafschaft Hohenlohe-Waldenburg; ab 1746, vorher Grafschaft

Von den gefürsteten Grafschaften war (neben Henneberg) nur Schwarzenberg auch im Reichsfürstenrat.

### Bank der Grafen und Herren
- Grafschaft Castell
- Grafschaft Erbach
- Grafschaft Hohenlohe; mehrere Linien, davon eine 1746 gefürstet
- Herrschaft Limpurg
- Herrschaft Reichelsberg
- Grafschaft Rieneck, die nach dem Aussterben 1559 zunächst als Lehen an Kurmainz fielen[12]
- Herrschaft Schwarzenberg; 1599 in den Reichsgrafenstand erhoben; 1671 gefürstet
- Grafschaft Welzheim 1379–1713; 1728–1732; dann württembergisches Oberamt; erworben 1335 von den Schenken zu Limpurg als württembergisches Reichsafterlehen, dessen erste Hälfte sie spätestens 1379, die andere 1418 den Grafen von Württemberg zu Lehen auftrugen; im Mannesstamm 1713 erloschen; 1718 Geschenk des Herzogs Eberhard Ludwig von Württemberg an seine Mätresse und frühere morganatische Gemahlin Wilhelmine von Grävenitz (1685/1686–1744), seit 1707 Gräfin von Urach, die 1711 eine Scheinehe mit dem Grafen Würben (recte: Wrbna) eingegangen war; Wilhelmine wollte es Württemberg als Kunkellehen (weiblich vererbbar) auftragen und so wurden sie und ihr Bruder Friedrich Wilhelm von Grävenitz (1679–1754; 1717 Konferenzminister, 1723 Gouverneur von Mömpelgard/Montbéliard) 1726 gemeinsam mit Welzheim belehnt; die Mitgliedschaft im Fränkischen Reichskreis sowie die Aufnahme in das Fränkische Reichsgrafenkollegium mit Sitz und Stimme im Reichstag erlangte nur Friedrich Wilhelm. Wilhelmine war noch zu Lebzeiten von Eberhard Ludwig verhaftet worden; sie verglich sich 1732 mit ihm gegen Abtretung aller Güter mit Ausnahme von Welzheim; ihr Bruder wurde in Form eines Mannlehens zum Besitzer von Welzheim. Schon bevor er sich 1735 mit Eberhard Ludwigs katholischem Nachfolger Herzog Carl Alexander verglich und auch seine Güter abtreten musste, hatte Eberhard Ludwig Welzheim als heimgefallen betrachtet. Nach Akten des Landesarchivs Stuttgart Abteilung Hauptstaatsarchiv Stuttgart, Findbuch A 441 L wurde Welzheim noch 1732 von Württemberg mediatisiert und war dann bis 1807 ein Kammerschreiberei–Oberamt.
- Grafschaft Wertheim; ab 1574 von Löwenstein vertreten, 1711 gefürstet

bis 1792 dazu:
- Herrschaft Hausen
- Herrschaft Seinsheim
- Herrschaft Welzheim (hier falsch)
- Herrschaft Wiesentheid

### Bank der Städte
- Reichsstadt Nürnberg
- Reichsstadt Rothenburg
- Reichsstadt Schweinfurt
- Reichsstadt Weißenburg
- Reichsstadt Windsheim

Der geistlichen Bank stand das nur dem Papst unterstehende Hochstift Bamberg vor. Der Fürstbischof von Bamberg übte auch das Direktorium des Kreises aus und verwaltete Kreiskanzlei und das Archiv des Kreises. Der Bischof von Bamberg als Direktor des Kreises hatte das Recht zur Eröffnung und Leitung des Kreistages wie zur Zusammenfassung und Veröffentlichung seiner Beschlüsse. Der Graf von Löwenstein-Rochefort hatte als Vertreter des Kaisers seit dem Ende des 17. Jahrhunderts nur einen Quasi-Ehrenvorsitz inne.
Die in Franken besonders zahlreichen Reichsritter mit ihren Kleinstterritorien standen außerhalb der Kreisorganisation und bildeten den Fränkischen Ritterkreis.

## Kreisobristen
Im Fränkischen Reichskreis wurde das Amt des Kreisobristen erstmals im Jahr 1550 eingerichtet und bestand ab 1555 dauerhaft. Der Kreisobrist wurde von fünf Kriegsräten überwacht, von denen zwei die geistlichen Stände und je einen die weltlichen Fürsten, Grafen und die Reichsstädte stellten. Der Befehlshaber und die Offiziere der Kreistruppen wurden, anders als die Kontingente der Kreisstände, aus der Kasse des Kreises besoldet. Dem Kreisobristen wurden die Ausführung und der Vollzug der Kreisbeschlüsse übertragen. und er übernahm neben dem Oberbefehl über die Kreistruppen sowohl die Urteilsvollstreckung der höchsten Kriegsgerichte als auch die Verhinderung fremder Truppenwerbungen im Kreis. Er wurde meist aus dem Adelsstand gewählt. Das Amt wurde traditionell den zollerischen Markgrafen als den mächtigsten weltlichen Kreisstand übertragen, die es in der Regel durch die Bayreuther Linie ausübten.

## Kreisdirektor
Eine wichtige Stellung nahm Bambergs Bischof als Kreisdirektor ein, wogegen Brandenburg stets protestierte. Das Ausschreibeamt, das die Kreisversammlung einzuberufen hatte, war von Anfang an zwischen Bamberg und den Markgrafen umstritten. Der Bischof von Bamberg als Direktor des Kreises hatte das Recht zur Eröffnung und Leitung des Kreistages und zur Zusammenfassung und Veröffentlichung seiner Beschlüsse.

## Wehrwesen
Die Kreisarmee als stehendes Heer ging auf die Reichsdefensialordnung des Jahres 1681 zurück, nach der die Sollstärke des Fränkischen Reichskreises auf 5527 Mann festgelegt wurde. Neben dem Teil, den die Hochstifte Bamberg und Würzburg mit der Fürstbischöflich-würzburgischen Armee als eigene Truppen stellten, brachte der Kreis zwei Infanterieregimenter mit je 1600, ein Kürassierregiment mit 520 und eine Dragonerschwadron mit 200 Mann in die gemeinsame Verteidigung ein. 1694 bestand das stehende Heer des Fränkischen Reichskreises aus 2940 Reitern und 5703 Infanteristen. Sie wurden von den verschiedenen Kreisständen gestellt, die auch für die Ausrüstung sorgten. Nur die Offiziere waren direkt beim Kreis angestellt. Verheerend in der offenen Feldschlacht war nicht nur die schlechte und zum Teil veraltete Ausrüstung; auch das Fehlen einer einheitlichen Exerzierregelung erschwerte das Handeln als Truppenverband.
Bei der Assoziation mit dem Schwäbischen Kreis von 1691 betrug das fränkische Kontingent 9000 Mann (ein Kürassierregiment mit 800 Mann, zwei Infanterieregimenter zu je 1650 Mann, zusätzliche Einrichtung eines Dragonerregiments mit 800 Mann und eines weiteren Infanterieregiments miz 1650 Mann. Schließlich wurden ein zweites Dragonerregiment und ein viertes Infanterieregiment von Würzburg auf Subsidienbasis übernommen).
Die Anteile der Kreisstände an den Mannschaftskontingenten wurden nach der Reichsmatrikel berechnet und betrugen für den Fränkischen Kreis:
| Reichsstände                | Kürassiere | Dragoner | Fußsoldaten |
| --------------------------- | ---------- | -------- | ----------- |
| Eichstätt                   | 25         | 27       | 440         |
| Deutscher Orden             | 48         | 16       | 256         |
| Brandenburg (beide Linien)  | 110        | 37       | 590         |
| Henneberg-Schleusingen      | 24         | 8        | 126         |
| Henneberg-Römhild           | 8          | 3        | 44          |
| Henneberg-Schmalkalden      | 3          | 1        | 12          |
| Schwarzenberg und Seinsheim | 8          | 3        | 44          |
| Hohenlohe (beide Linien)    | 27         | 9        | 146         |
| Castell                     | 3          | 1        | 16          |
| Wertheim                    | 17         | 5        | 90          |
| Rieneck                     | 5          | 2        | 24          |
| Erbach                      | 7          | 2        | 36          |
| Limburg-Speckfeld           | 5          | 2        | 30          |
| Limburg-Gaildorf            | 7          | 2        | 36          |
| Dernbach                    | 1          | —        | 8           |
| Nürnberg                    | 159        | 53       | 846         |
| Rothenburg                  | 41         | 14       | 218         |
| Windsheim                   | —          | 6        | 96          |
| Schweinfurt                 | 16         | 5        | 84          |
| Weißenburg                  | 6          | 4        | 58          |
|                             | 520        | 200      | 3200        |

Quelle:
Kürassiere
| Die zur Anzeige dieser Grafik verwendete Erweiterung wurde dauerhaft deaktiviert. Wir arbeiten aktuell daran, diese und weitere betroffene Grafiken auf ein neues Format umzustellen. (Mehr dazu) | Die zur Anzeige dieser Grafik verwendete Erweiterung wurde dauerhaft deaktiviert. Wir arbeiten aktuell daran, diese und weitere betroffene Grafiken auf ein neues Format umzustellen. (Mehr dazu) |

Dragoner
| Die zur Anzeige dieser Grafik verwendete Erweiterung wurde dauerhaft deaktiviert. Wir arbeiten aktuell daran, diese und weitere betroffene Grafiken auf ein neues Format umzustellen. (Mehr dazu) | Die zur Anzeige dieser Grafik verwendete Erweiterung wurde dauerhaft deaktiviert. Wir arbeiten aktuell daran, diese und weitere betroffene Grafiken auf ein neues Format umzustellen. (Mehr dazu) |

Infanterie
| Die zur Anzeige dieser Grafik verwendete Erweiterung wurde dauerhaft deaktiviert. Wir arbeiten aktuell daran, diese und weitere betroffene Grafiken auf ein neues Format umzustellen. (Mehr dazu) | Die zur Anzeige dieser Grafik verwendete Erweiterung wurde dauerhaft deaktiviert. Wir arbeiten aktuell daran, diese und weitere betroffene Grafiken auf ein neues Format umzustellen. (Mehr dazu) |

An 30 Feldzügen nahmen die Kreistruppen in den Jahren 1683 bis 1714 teil, wobei sie sowohl in Ungarn (vgl.: Großer Türkenkrieg) als auch an der Rheinlinie in vorderster Front kämpften und sich auszeichneten.

### Militäretat
Unter die Reichs-, Kreis- und Türkensteuer fielen sämtliche Ausgaben für Militär und Miliz im Kreisetat, für die Fortifikationen einschließlich der dazu notwendiger Entschädigungszahlungen wegen Landankaufs, für Wintereinquartierungen in Reichskriegen und die sogenannten Assignationen, deren Kosten auf alle Landämter zu verteilen waren Hinzu kamen die Kreisgelder (Römermonate) entsprechend den Hauptaufgaben des Kreises im ausgehenden 17. Jahrhundert waren die Ausgaben für das Militär der bei weitem größte Haushaltsposten. Sie betrugen zum Teil mehr als 90 Prozent des Jahresetats von 800 000 bis einer Million rheinischer Gulden.
Der Militäretat des Kreises erreichte bald eindrucksvolle Beträge. Im Rahmen der Laxenburger Allianz (1682) hatte der Kreis für die gemeinsamen Einrichtungen, Stäbe, Artillerie usw. anteilmäßig Sorge zu tragen. Die Beitragshöhe der zur Allianz angesetzten 130 Römermonate betrug 418.908 fl, die jedoch nicht ausreichten. Sicher zu hoch angesetzt waren die Unterhaltskosten für die Kreisallianz von 1691 mit 1.138.192 fl. Immerhin lag auch ein Kostenanschlag für das Haushaltsjahr 1696/97 vor für eine Armatur von 12.000 Mann bei 715.438 fl. Im ersten Jahr des Spanischen Erbfolgekrieges schrieb der Kreis 36000 fl aus (90 Römermonaten), 1703 war der Etat auf 60.000 fl (Römermonate) angestiegen. Die Rückstände der Kreiskasse beliefen sich 1697 auf 4.666.500 fl, am Ende des Spanischen Erbfolgekrieges auf 1.108.750 fl. In den letzten Kriegsjahren betrug der Kreisetat durchschnittlich 200 bis 250 Römermonate (800.000–1 Million fl). Nach dem Krieg machte der Anteil von Schuldendienst und von der Bezahlung der Heereslieferanten fast die Hälfte des Kreishaushaltes aus. Allein gegenüber dem wichtigen Heereslieferanten des Kreises, dem Mainzer Schutzjuden Isaac Säckl, hatte Franken zeitweilig Verpflichtungen von 150.000–190.000 fl. Erbrachten die Herausforderungen des Erbfolgekrieges für den Fränkischen Kreis unstreitig die bis dahin größte Truppenvermehrung und die organisatorische Verfestigung der Rüstungsanstrengungen insgesamt, so führten sie als Kehrseite zu einer enormen Verschuldung, die erst in den 1740er Jahren stückweise wieder abgebaut werden konnte.
Nicht alle Stände kamen ihren anteilmäßigen Verpflichtungen in vollen Umfange nach. Der Würzburger Fürstbischof Johann Philipp verweigerte sich 1701 dem als neuer Kostenumlage beschlossenen „numerus rotundus“ und behielt sich den günstigeren Matrikelfuß von 1681 vor, selbst angesichts von – letztlich leeren – Drohungen einer militärischen Exekution seitens der anderen Kreisstände. Ansonsten beteiligte sich Johann Philipp durch Stellung des Kreiskontingents und allgemeiner Logistik pflichtgemäß an den Verteidigungsanstrengungen.

### Militärbündnisse
Nach dem Dreißigjährigen Krieg versuchten die Vorderen Reichskreise im Westen des Reiches, ihre militärische Schwäche durch Zusammenschlüsse in den Kreisassoziationen auszugleichen. Im Westen des Reiches schlossen sich oft nichtarmierte schwächere Reichsstände bzw. Reichskreise zu Assoziationen zusammen, um ihre gemeinsame Sicherheit zu stärken und Defizite der Reichskriegsverfassung auszugleichen. Seit 1693 arbeiteten der Fränkische und der Schwäbische Reichskreis militärpolitisch zusammen. Sie stellten für die Verteidigung der Region am Oberrhein während des Pfälzischen Erbfolgekriegs gemeinsam etwa 24.000 Mann auf. Befehligt wurden die Truppen von Markgraf Ludwig Wilhelm von Baden, der sich in den Türkenkriegen bereits hervorgetan hatte. Die Reichskriegsverfassung von 1681/82 erschien als nicht sehr effektiv. Auf Initiative von Ludwig Wilhelm von Baden und Johann Georg Kulpis schlossen sich am 23. Januar 1697 in Frankfurt am Main der Fränkische, der Kurrheinische, der Oberrheinische, der Schwäbische und der Westfälische Reichskreis in der „Frankfurter Assoziation“ zu einer weiterreichenden Verteidigungsassoziation zusammen. Die Kreisassoziationen wurden auch über den Rastatter Frieden hinaus weitergeführt zum Schutz vor Eigenmächtigkeiten der armierten Mächte in enger Anlehnung an den Kaiser, mithin ohne die Seemächte.

## Rechtswesen
Probleme gab es bei der Jurisdiktion: Da die Gerichtshoheit eines der wichtigsten Privilegien für den Ausbau der Landeshoheit bildete, achtete auch hierbei jedes Territorium eifersüchtig auf seine besonderen Rechte. Deshalb verfügte der Kreis über keinen eigenen Gerichtshof, hatte aber gemäß Reichsexekutionsordnung die Aufgabe, rechtskräftige Urteile zu vollstrecken. Als „Exekutivorgan für die Legislative und die Jurisdiktion des Reiches insgesamt“ funktionierte der Fränkische Kreis somit immer nur mit gewissen Einschränkungen.

## Münzwesen
Hatte sich der Fränkische Reichskreis stets bemüht, seine Aufgaben als Organ des Reiches mit aller Gewissenhaftigkeit zu erfüllen (384), so galt dies im Besonderen für das Münzwesen. Die Ausbringung der vom Kreis vorgeschriebenen Münzen war zumeist so gut, dass die fränkischen Geldstücke als willkommenes Rohmaterial für fremde Münzstände in die dortigen Schmelztiegel wanderten und man in Franken selbst aus Mangel an Kleingeld die geringerhaltigen auswärtigen Sorten zulassen musste. Einer in Kriegszeiten reichsweit unterwertigen Münzprägung vermochte sich freilich auch der Fränkische Kreis nicht zu entziehen. In der ersten Hälfte des 17. Jahrhunderts waren sechs fränkische Kreiswardeine, Georg Dieterich Hans Huefnagel, Hans Putzer, Melchior Meschker, Georg Gebhardt und Leonhard Rohleder, gleichzeitig Spezialwardeine oder Schauamtleute der Reichsstadt Nürnberg. Des letzteren Schwager Leonhard Willibald Hoffmann, der 1667 zum Generalmünzwardein ernannt worden war, bewarb sich 1679 zusätzlich als Spezialwardein bei der Münzstätte Schwabach und erhielt im darauf folgenden Jahr auch diese Stelle.

## Sozialwesen
Die geistlichen Fürstentümer Frankens leisteten im 18. Jahrhundert bei der Ausgestaltung des aufgeklärten Wohlfahrtsstaates Vorbildliches. Mit einer großangelegten Getreideschutzpolitik, einer systematisch betriebenen Forstwirtschaft und der Anlage erster Kunststraßen suchten die Schönborn-Fürstbischöfe den Wohlstand ihrer Untertanen zu heben. Mit Arbeitshäusern, Armeninstituten und Arbeitsbeschaffungsmaßnahmen versuchten sie, Missstände zu lindern, ohne jedoch die bestehende Sozialstruktur zu ändern. Im Bemühen um Ärzte- und Pflegerausbildung und erste allgemeine Krankenhäuser wandte sich der aufgeklärte Wohlfahrtsstaat dem Sozialbereich zu.
Auch in den beiden markgräflichen Fürstentümern unter Karl Alexander (1757–1791), der in beiden gleichzeitig regierte, wurden wohlfahrtsstaatliche Grundsätze verwirklicht.

## Geschichte des Fränkischen Kreises

### Niedergang und Ende
1769 wurden nach dem Aussterben der Bayreuther Linie mit Friedrich Christian die beiden Markgraftümer Bayreuth und Ansbach in der Hand des Markgrafen Karl Alexander vereinigt. Er trat am 16. Januar 1791 in einem Geheimvertrag seine Fürstentümer für eine jährliche Leibrente von 300.000 Gulden an König Friedrich Wilhelm II. von Preußen ab. Die Übertragung dieser Territorien an Preußen verursachte eine massive Störung im politischen Gleichgewicht des Reichskreises, auf den eine Großmacht wesentlichen Einfluss besaß und dessen fragile Machtbalance sprengte.
Auf Anordnung von Karl August Freiherr von Hardenberg, der seit 1790 Minister des Markgrafen Karl Alexander war und ab 1792 als Dirigierender Staatsminister die hinzugekommenen Gebiete für Preußen verwaltete, wurden die markgräflichen Truppen nicht mehr dem Kreis und seinem Heerwesen zur Verfügung gestellt. Gleichzeitig bewog er Bamberg und Würzburg dazu, ihre Truppenkontingente ebenfalls dem Kreisheerwesen zu entziehen. Beide Hochstifte unterstellten ihr Heer direkt dem Kommando des römisch-deutschen Kaisers, wodurch die Aufgabe der Landessicherungswahrung eine deutliche Schwächung erfuhr. Damit beteiligte sich mit Ansbach-Bayreuth ein wichtiger Teil des Fränkischen Kreises nicht an den militärischen Maßnahmen gegen das Frankreich Napoleons, auch, weil ein Ergebnis des Friedens von Basel 1795 die Neutralität Preußens gegenüber Frankreich war. Der Konvent tagte zur damaligen Zeit aufgrund der Gefahr, die von den französischen Revolutionsheeren ausging, permanent. Die aggressive Gebietspolitik Preußens in Franken war ebenfalls ein Thema, vor allem für die kleineren Kreisstände. Für diese bahnten sich durch den Friedenskongress von Rastatt bereits die weitreichenden Folgen an (Aufteilung von Territorien zwischen Bayern und Preußen), die dann durch den am 25. Februar 1803 in Regensburg verabschiedeten und mit der Ratifikation durch den römisch-deutschen Kaiser Franz II. am 27. April 1803 in Kraft getretenen Reichsdeputationshauptschluss Wirklichkeit wurden.
Die fränkischen Hochstifte Würzburg und Bamberg wurden 1802 bayerisch. Im Folgenden wurde aber das säkularisierte Hochstift Würzburg 1805 als Großherzogtum Würzburg dem ehemaligen Großherzog von Toskana Ferdinand III. überlassen, der dafür sein Herzogtum Salzburg an das Kaisertum Österreich gab, welches dafür Tirol an Bayern abtrat. Das Großherzogtum Würzburg wurde schließlich 1814 bayerisch. Das Hochstift Eichstätt wurde 1802 vorerst bayerisch, später 1803 das Unterstift als Entschädigungsmasse dem ehemaligen Großherzog von Toskana Ferdinand III. abgetreten sowie das Oberstift 1804 Preußen zugewiesen, bis das säkularisierte Hochstift Eichstätt schließlich im Jahr 1806 vollständig an Bayern fiel. Das Kurfürstentum Bayern mediatisierte die Reichsstädte Dinkelsbühl, Kaufbeuren, Kempten, Memmingen, Nördlingen, Rothenburg, Schweinfurt, Ulm, Weißenburg und Windsheim und nahm deren Stimmen im Fränkischen bzw. Schwäbischen Reichskreis wahr. Am 15. Dezember 1805 ging das Fürstentum Ansbach im Tausch gegen das Kurfürstentum Hannover an Frankreich und 1806 an das Königreich Bayern. Durch die am 12. Juli 1806 in Paris geschlossene Rheinbundakte kam mit Artikel 17 die Reichsstadt Nürnberg zu Bayern und verlor damit ihre Reichsunmittelbarkeit. Die Niederlegung der Reichskrone am 6. August 1806 durch den römisch-deutschen Kaiser Franz II. brachte die Auflösung des Reiches und der alten Reichsverfassung. Der bayerische Gesandte erklärte auf Weisung des Ministers Montgelas am 16. August 1806 den Fränkischen Reichskreis für aufgelöst.

### Allgemein
- Hernach volgend die zehen Krayß. 1532 (Volltext [Wikisource] – Verzeichnisses der Reichskreise und der zugehörigen Territorien mit Angabe der für die Türkenhilfe zu entsendenden Truppen).
- Gerhard Köbler: Historisches Lexikon der deutschen Länder. Die deutschen Territorien vom Mittelalter bis zur Gegenwart. 7., vollständig überarbeitete Auflage. C. H. Beck, München 2007, ISBN 978-3-406-54986-1. Artikel: Fränkischer Reichskreis S. 192 (books.google.de).
- Fabian Schulze: Die Reichskreise im Dreißigjährigen Krieg: Kriegsfinanzierung und Bündnispolitik im Heiligen Römischen Reich deutscher Nation de Gruyter, Oldenburg 2018 (books.google.de).
- Nicola Humphreys, Stefan Nöth, Klaus Rupprecht (Bearbeiter): Fränkischer Kreis, Kreisarchiv 1508–1806 Staatsarchiv Bamberg, 2009.
- Nicola Humphreys, Stefan Nöth (Bearbeiter): Fränkischer Kreis, Kreisdirektorialgesandtschaft 1572-180 Staatsarchiv Bamberg, 2009.
- Nicola Humphreys, Stefan Nöth (Bearbeiter): Fränkischer Kreis, Kreiskassieramt 1651–1808 Staatsarchiv Bamberg, 2009.
- Nicola Humphreys (Bearbeiterin): Fränkischer Kreis, Kreisrechnungen 1537–1808 Staatsarchiv Bamberg, 2009.
- Nicola Humphreys: Der Fränkische Kreistag 1650-1740 in kommunikationsgeschichtlicher Perspektive. Gesellschaft für fränkische Geschichte, Würzburg 2011, ISBN 978-3-86652-203-9.

### Lexika
- Johann Kaspar Bundschuh: Geographisches, Statistisch-Topographisches Lexikon von Franken. 6 Bände. Verlag der Stettinischen Buchhandlung, Ulm 1799 (franconica.uni-wuerzburg.de).
- Georg Paul Hönn: Fränkischer Reichskreis. In: Lexicon Topographicum des Fränkischen Craises. Johann Georg Lochner, Frankfurt und Leipzig 1747, OCLC 257558613 (Digitalisat).
- Martin Zeiller: Topographia Franconiae. Hrsg.: Matthäus Merian (= Topographia Germaniae. Band 9). 1. Auflage. Matthaeus Merian, Frankfurt am Main 1648 (Volltext [Wikisource]).

### Monographien
- Rudolf Endres: Der Fränkische Reichskreis. Haus der Bayerischen Geschichte, Heft 29/03, Augsburg 2004, das Heft ist im Internet als PDF-Datei verfügbar: Teil 1 (PDF; 2,5 MB); Teil 2 (PDF; 1,5 MB)
- Fritz Hartung: Die Geschichte des Fränkischen Kreises, Erster Band: Die Geschichte des Fränkischen Kreises von 1521 – 155, Leipzig 1910, Digitalisat in: Virtuelle Bibliothek, Universität Würzug
- Hanns Hubert Hofmann: Reichskreis und Kreisassoziation. Prolegomena zu einer Geschichte des fränkischen Kreises, zugleich als Beitrag …. In: Zeitschrift für bayerische Landesgeschichte #25 (1962) Digitalisat bei: Münchener Digitalisierungszentrum
- Winfried Romberg: Germania Sacra: Dritte Folge, 8 Das Bistum Würzburg Gruyter 2014, ISBN 978-3-11-030537-1 (germania-sacra-datenbank.uni-goettingen.de PDF).
- Gerhard Schön: Münz- und Geldgeschichte der Fürstentümer Ansbach und Bayreuth im 17. und 18. Jahrhundert München 2008 (hgw.geschichte.uni-muenchen.de PDF).
- Bernhard Sicken: Der Fränkische Reichskreis. Seine Ämter und Einrichtungen im 18. Jahrhundert (= Veröffentlichungen der Gesellschaft für Fränkische Geschichte, Fotodruckreihe: Band 1). Schöningh, Würzburg 1970.
- Bernhard Sicken: Das Wehrwesen des fränkischen Reichskreises. Aufbau und Struktur (1681–1714). 2 Bände, Spindler, Nürnberg 1967.
- Wolfgang Wüst (Hrsg.): Die „gute“ Policey im Reichskreis. Zur frühmodernen Normensetzung in den Kernregionen des Alten Reiches. Band 2: Der Fränkische Reichskreis. Akademie Verlag, Berlin 2003, ISBN 3-05-003651-6 (Quellensammlung mit Einführung, books.google.de).
- Wolfgang Wüst: Der Fränkische Reichskreis – Ein europäisches Regionenmodell? (Fränkische Arbeitsgemeinschaft e. V., Heft 9) Fürth 2018, ISBN 978-3-940804-10-5.
- Wolfgang Wüst: Windsheim – Kreistage als Erinnerungsorte einer frühmodernen Reichsverfassung in Franken. In: Ferdinand Kramer (Hrsg.), Orte der Demokratie in Bayern (= Zeitschrift für bayerische Landesgeschichte. 81/1) München 2018, S. 87–104 (wouzi.com Auszug).
- Wolfgang Wüst, Michael Müller (Hrsg.): Reichskreise und Regionen im frühmodernen Europa – Horizonte und Grenzen im „spatial turn“. Tagung bei der Akademie des Bistums Mainz, Erbacher Hof, 3.–5. September 2010 (= Mainzer Studien zur Neueren Geschichte. 29) Frankfurt am Main u. a. 2011. Darin: Mehrere Aufsätze zum Fränkischen Reichskreis. ISBN 978-3-631-60963-7.
- Wolfgang Wüst: Frankens Policey – Alltag, Recht und Ordnung in der Frühen Neuzeit – Analysen und Texte (= Schriftenreihe des Mittelalterlichen Kriminalmuseums Rothenburg ob der Tauber. XIV) Darmstadt (wbg Academic) 2021, ISBN 978-3-534-40567-1.

### Artikel
- Fränkischer Kreis: Verfassung und Einrichtungen. In: Winfried Dotzauer: Die deutschen Reichskreise (1383–1806). Franz Steiner Verlag, Stuttgart 1998, ISBN 3-515-07146-6, S. 81 (books.google.de).
- Rudolf Endres: Zur Geschichte des fränkischen Reichskreises. In: Würzburger Diözesangeschichtsblätter. 29. Band, 1967, S. 168 ff. (mgh-bibliothek.de PDF bei Monumenta Germaniae Historica).
- Rudolf Endres: V. Von der Bildung des Fränkischen Reichskreises und dem Beginn der Reformation. In: Andreas Kraus (Hrsg.): Geschichte Frankens bis zum Ausgang des 18. Jahrhunderts. Band 3, Teil 1, München 1997, S. 451 ff. (books.google.de).
- Rudolf Endres: § 37. Der Fränkische Reichskreis. In: Andreas Kraus (Hrsg.): Geschichte Frankens bis zum Ausgang des 18. Jahrhunderts. Band 3, Teil 1, München 1997, S. 473 ff. (books.google.de).
- Rudolf Endres: § 45. Ende des Fränkischen Reichskreises. In: Andreas Kraus (Hrsg.): Geschichte Frankens bis zum Ausgang des 18. Jahrhunderts. Band 3, Teil 1, München 1997, S. 512 ff. (books.google.de).
- Richard Fester: Franken und die Kreisverfassung. Stürtz, Würzburg 1906.
- Claus Grimm: Reichsstädte in Franken. In: Veröffentlichungen zur bayerischen Geschichte und Kultur. Band 15, Bayerische Staatskanzlei 1987; Aufsätze 1, Verfassung und Verwaltung: S. 9–387.
- Ferdinand Magen: Die Reichskreise in der Epoche des dreißigjährigen Krieges. In: Zeitschrift für historische Forschung. Band 9, Duncker & Humblot, Berlin 1982, S. 409–460 JSTOR:43567025.
- Peter Schönlein: Sonderdruck zum Thema Gründung des Fränkischen Reichskreises vor 500 Jahren der Fränkischen Arbeitsgemeinschaft e. V. (FAG) und des Fränkischen Bundes e. V. (FB) Festvortrag am 23. Mai 2012 (franken-sind-keine-baiern.de).